# Họ
Bài này nói về họ như là một phần trong tên gọi hoàn chỉnh của người. Các ý nghĩa khác xem bài Họ (định hướng).
Họ là một phần trong tên gọi đầy đủ của một người để chỉ ra rằng người đó thuộc về gia đình, gia tộc hay dòng dõi nào.
Trong các ngôn ngữ phương Tây như tiếng Anh, tiếng Đức, tiếng Bồ Đào Nha Brasil, tiếng Hà Lan và tiếng Pháp, người ta thường có hai tên hoặc nhiều hơn (tên và tên đệm), và họ thông thường đứng ở cuối, điều này giải thích tại sao đôi khi người ta gọi họ là last name (tên cuối). (Đôi khi nó được gọi không chính xác là second name – tên thứ hai – điều này có thể gây nhầm lẫn với tên đệm). Trong tiếng Tây Ban Nha, tiếng Bồ Đào Nha người ta thông thường có một (hoặc nhiều) tên và hai họ.
Các ngôn ngữ phương Đông, ví dụ như tiếng Trung Quốc, tiếng Nhật hoặc tiếng Việt thì thường hoạt động ngược lại, trong đó họ được đặt trước, theo sau là tên hoặc các tên riêng. Đây được gọi là thứ tự đặt tên theo phương Đông. Khi những người ở các khu vực sử dụng thứ tự đặt tên theo phương Đông viết tên riêng của họ bằng bảng chữ cái Latinh , người ta thường đảo ngược thứ tự của tên riêng và tên họ để thuận tiện cho người phương Tây, để họ biết tên nào là tên họ cho mục đích chính thức/trang trọng
Việc đặt họ trong tên gọi hoàn chỉnh của một người nào đó không phải là hiện tượng phổ biến trên toàn thế giới. Cụ thể, tên gọi đầy đủ của những người dân Iceland, Tây Tạng và người dân trên đảo Java thông thường không có họ – những người nổi tiếng không có họ có thể kể đến là Suharto và Sukarno (xem Họ tên của người Indonesia). Ngoài ra, nhiều hoàng tộc cũng không sử dụng họ.

## Châu Âu-Châu Mỹ
Trong tiếng Anh, từ surname là "tên" được tiếp đầu ngữ bởi từ sur của tiếng Pháp (có nghĩa là "trên"), có nguồn gốc từ tiếng Latinh super ("trên"). Trong quá khứ nó đôi khi được phát âm là sirname hay sirename (người ta cho rằng nó có nghĩa là "tên gọi của người đàn ông" hay "tên gọi của bố") theo những diễn giải tưởng tượng.
Phụ nữ thông thường đổi họ của mình sau khi kết hôn. Họ của người phụ nữ trước bất kỳ một cuộc hôn nhân nào của người đó được biết đến như là maiden name (họ thời con gái). Đây là điều bình thường đối với những người phụ nữ khi lấy họ của chồng mình, và con cái của họ cũng lấy họ của bố; mặc dù tại một số quốc gia người ta cho phép các bà vợ hay các đứa con có thể mang họ khác. Vẫn có những quốc gia còn cho phép người đàn ông lấy họ vợ. Cụ thể tại những nước nói tiếng Anh, một số người chọn họ kép sau khi kết hôn, tạo ra từ họ của vợ và chồng, nối với nhau bằng dấu gạch ngang (-).
Trong thế kỷ XIX, Francis Galton công bố các nghiên cứu thống kê về sự biến mất của một số họ. Xem Quy trình Galton-Watson để hiểu thêm về các giải thích toán học.

### Các quốc gia dùng tiếng Anh
Một điều đáng ngạc nhiên là tất cả các họ có nguồn gốc Anh chỉ có một trong 4 dạng sau:
- Nghề nghiệp (ví dụ: Smith, Baker, Archer)
- Các đặc điểm cá nhân (ví dụ: Short, Brown, Goodman, Whitehead)
- Các đặc điểm về địa phương hay địa lý (ví dụ: Scott, Hill, Rivers, Windsor)
- Lấy theo tổ tiên, thông thường dựa trên tên (ví dụ Richardson, James) hay - nếu tính cả họ của những người có nguồn gốc Scotland - thị tộc (ví dụ: Macdonald).Các dạng họ này miêu tả một cách tương ứng nghề nghiệp, đặc điểm cá nhân, khu vực/nguồn gốc và tổ tiên (thông thường là tên cha) của tổ tiên xa của những người mà cách đặt họ lần đầu tiên được áp dụng. Tất nhiên, ý nghĩa nguyên thủy của tên gọi có thể ngày nay không còn ý nghĩa như thế (ví dụ: Cooper = người làm thùng). Một vấn đề còn gây tranh luận là thể loại họ thứ 5 có liên quan đến tôn giáo, mặc dù một số họ trong đó cũng là nghề nghiệp (ví dụ: Bishop).

Tại Mỹ, họ của nhiều người da đen có nguồn gốc từ sự chiếm hữu nô lệ. Rất nhiều người trong số đó có họ là do trước đây các chủ nô đã đặt họ cho tổ tiên của những người đó. Ngoài ra nhiều nô lệ sau khi được giải phóng đã tự đặt họ hay lấy họ của chủ cũ. Rất nhiều người, chẳng hạn như Muhammad Ali và Malcolm X, thay đổi họ của mình hơn là sống cùng với những cái họ mà chủ nô đã đặt cho tổ tiên của mình.
Truyền thống bỏ họ của mình của người phụ nữ (gọi là họ khi sinh hay họ thời con gái) sau khi kết hôn để sử dụng họ của chồng có lịch sử lâu dài. Trong những năm gần đây, nhiều phụ nữ đã giữ lại họ của mình kể cả sau khi đã lấy chồng. Tuy nhiên, trong những gia đình như vậy thì con cái đa phần vẫn lấy theo họ của người cha. Tại Mỹ, người phụ nữ thông thường trở thành Mrs. X (hay Bà X, với X là họ của người chồng) sau khi cưới, mặc dù gần đây các bà này còn được gọi như là Mrs. Y X nhiều hơn (với Y là tên và X là họ của chồng).
Rất hiếm người đàn ông ở các nước phương Tây lấy họ của vợ; điều này chủ yếu diễn ra vào thời Trung cổ, khi người đàn ông từ những gia đình nghèo khó lấy vợ là con gái duy nhất của người ở đẳng cấp cao hơn và giàu có - do vậy họ có trách nhiệm lấy họ của vợ để đổi lấy quyền thừa kế. Trong thế kỷ XVIII và XIX ở Vương quốc Anh, các di chúc đôi khi được viết phụ thuộc vào việc người đàn ông thay đổi (hay kết hợp) họ của người đó, việc này có giá trị để họ của người trao thừa kế còn được xuất hiện. Ngày nay, một số đàn ông lấy họ của vợ là do họ tự chọn hơn là bị ép buộc. Các cặp vợ chồng có thể chọn họ khác thay vì lấy họ của vợ hay chồng.
Như là một giải pháp cho vấn đề này, nói chung các cặp vợ chồng sẽ lấy họ kép. Ví dụ: khi John Smith và Mary Jones cưới nhau, họ sẽ trở thành John Smith-Jones và Mary Smith-Jones. Tuy nhiên, nhiều cặp không thích lựa chọn này, vì nó có thể tạo ra tên gọi dài dòng (ví dụ: Heathcote-Drummond-Willoughby). Vì thế người vợ có thể lấy họ thời con gái làm tên đệm. Vì thế, khi John Smith cưới Mary Jones, cô ta sẽ trở thành Mrs. Smith, nhưng cô có thể nói về mình như là Mary Jones Smith.
Trong một số vụ việc pháp lý, đã từng có vụ kiện để họ hợp pháp của người phụ nữ được thay đổi một cách tự động sau khi kết hôn. Ngày nay điều này không phải là như vậy do người phụ nữ có thể dễ dàng thay đổi họ của mình thành họ sau khi kết hôn, mặc dù nó không còn là tự động nữa. Trong một số luật pháp, các vụ kiện quyền công dân đã từng xảy ra nhằm thay đổi luật sao cho người đàn ông có thể dễ dàng đổi họ thành họ sau khi cưới.

### Các quốc gia dùng tiếng Pháp
Tại các quốc gia dùng tiếng Pháp có những sự tương đồng với những quốc gia dùng tiếng Anh trong việc sử dụng họ. Tuy nhiên, tại Pháp và Québec việc thay đổi họ sau khi kết hôn không còn được thừa nhận. Những người muốn đổi họ sau khi kết hôn phải tuân theo cùng một thủ tục pháp lý như những trường hợp muốn đổi họ khác. Nói cách khác, mặc dù một người có thể sử dụng họ kết hôn nhưng "họ luật định" của người đó là không thay đổi.
Họ của người Pháp thông thường được viết hoa, giống như là thông thường được viết cho họ của người Trung Quốc (xem dưới đây).
Tại Pháp, cho đến ngày 1 tháng 1 năm 2005, trẻ em phải mang họ của người cha theo luật định. Từ ngày này trở đi, khoản 311-21 của Luật dân sự Pháp cho phép cha mẹ lấy họ cho con theo họ bố, mẹ hay kết hợp cả hai họ - nhưng không cho phép quá hai họ được kết hợp. Trong trường hợp không thỏa thuận được thì họ của người cha được sử dụng . Điều này làm cho luật pháp của Pháp phù hợp với tuyên ngôn năm 1978 của Liên minh châu Âu về việc yêu cầu các chính phủ thành viên có các biện pháp để chấp nhận quyền bình đẳng trong việc đặt họ, biện pháp này cũng được Liên hiệp quốc ủng hộ năm 1979. Các biện pháp tương tự cũng đã được chấp thuận ở Đức (năm 1976), Thụy Điển (năm 1982), Đan Mạch (năm 1983) và Tây Ban Nha (năm 1999).

### Ireland
Nhiều họ ở Ireland có nguồn gốc Gaelic được biến đổi từ tên của cha hay tổ tiên, tên hiệu, hay các tên miêu tả.
Trong nhóm thứ nhất có thể đưa vào các họ như Mac Murrough, Maguire, MacDermott, MacCarthy (tất cả đều biến đổi từ tên cha) hay O'Brian, O'Neill, O'Donnell, O'Toole (tên tổ tiên).
Các họ biến đổi từ tên hiệu gồm có: Docherty (dortach - gây tổn thương), Garvery (garbh - thô), Manton (mantach - sún), Duffy (dubh - đen, giống như tóc đen), Bane (ban - trắng, giống như tóc trắng), Finn (fionn - vàng hoe, giống như tóc vàng hay tóc hung), Kennedy (cennidie - đầu thô).
Các họ miêu tả gồm có: Carr (gearr - ngắn hay nhỏ), Joyce/Seoige (từ tiếng Wales sais có nghĩa là Saxon hay English), Kearney (ceithearnach - người có đôi chân vững chắc), Brehony (mac an Brehon - con trai của người am hiểu), Ward (mac an Bard - con trai của thi sĩ).
Ngược lại với nước Anh, rất ít họ Gaelic được biến đổi từ tên gọi của một khu vực. Trong số những họ như vậy có thể nhóm lại thành một nhóm nhỏ, một số họ có thể là sự lai tạp của tên riêng hay họ Gaelic.
Trong những khu vực mà một họ nào đó là quá phổ biến, các tên gọi bổ sung được thêm vào mà đôi khi chúng tuân theo các mẫu cổ xưa. Ví dụ, tại Ireland, "Murphy" là một tên gọi cực kỳ phổ biến, các gia đình Murphy cụ thể nào đó có thể thêm tên hiệu, vì thế gia đình Denis Murphy được gọi là "những người thợ dệt" và Denis tự gọi mình là Murphy "thợ dệt". Xem thêm O'Hay
Vì những lý do như vậy, các tên hiệu (the Fada Burkes, có nghĩa là Burkes dài/cao), tên cha (John Morrissey Ned) hay họ thời con gái của mẹ (Kennedy trở thành Kennedy-Lydon) có thể trở thành các họ thông thường hay luật định. Các gia đình người Ireland của "de Courcy Ireland" đã gọi mình như thế để phân biệt họ với những người họ hàng đã chuyển tới Pháp trong thế kỷ XVII-XVIII.
Ngoài ra, những khu vực dùng Tiếng Ireland vẫn còn tuân theo các truyền thống cũ về việc đặt tên, họ theo tên, họ của cha, ông, cụ, kỵ v.v. Ví dụ: Mike Bartly Pat Reilly (có nghĩa là Mike- con trai của Bartholomew- con trai của Pat Reilly), John Michel John Oge Pat Breanach (John-con trai của Michael- con trai của John trẻ- con trai của Pat Breanach), Tom Paddy-Joe Seoige (Tom- con trai của Paddy-Joe Seoige), Mary Bartly Mike Walsh (Mary- con gái của Bartly- con trai của Mike Walsh) v.v. Thậm chí ngay những vùng dùng tiếng Anh, đặc biệt ở vùng nông thôn, đôi khi truyền thống này vẫn còn tồn tại.
Một số tiền tố trong họ của người Ireland:
- Mac: Mac là tiếng Ireland để chỉ con trai.
- Mac Gilla: Con trai của người đàn ông có tên đầy đủ tương tự như là Gilla Padraigh, Gilla Christ, (Mac) Gilla Bridge v.v. Việc sử dụng tương đương có thể là việc sử dụng tên thánh như St. George hay St. John ở Anh vào thế kỷ XVIII và XIX.
- Mael: Trong thời kỳ Pagan nó được viết như là Mug, giống như trong trường hợp của Mug Nuada. Diễn giải văn chương của nó là "nô lệ của Nuada". Từ nô lệ cần phải hiểu như nghĩa của từ "người mộ đạo". Trong thời kỳ Công giáo từ Mael được sử dụng như là tên, chẳng hạn Mael Bridget, Mael Padraig, Mael Sechlainn, Mael Martain v.v. Sau này, một số tên tiến hóa thành họ (O Mael Sechlainn, Mac Mael Martain v.v).
- Fitz: Fitz là từ trong ngôn ngữ Norman-Pháp có nguồn gốc từ tiếng Latinh filius, có nghĩa là "con trai của". Nó được sử dụng theo cách đặt theo tên của cha bởi hàng nghìn đàn ông trong thời kỳ đầu của thời đại Norman ở Ireland (fitz Stephen, fitz Richard, fitz Robert, fitz William) và chỉ trong một số trường hợp nó mới trở thành họ thực sự, ví dụ FitzGerald. Có thể là trong giai đoạn các thế kỷ XVII và XVIII nó đã được sử dụng trong hình thức nguyên thủy của nó ở một số khu vực mà những người Cựu Anh của Ireland chiếm đa số, như là hình thức đặt theo tên cha. Các bộ tộc vùng Galway đã duy trì tập quán này rất tốt, ví dụ như John fitz John Bodkin, Michael Lynch fitz Arthur v.v, nó còn được sử dụng cho đến tận những năm đầu của thế kỷ XIX.
- O: Nguyên thủy là 'hua', có nghĩa là cháu, hay hậu duệ của người nào đó. Ví dụ, tổ tiên của thị tộc O'Brien, Brian Boru (937-1014) đã được biết đến trong thời đại của mình như là Brian mac Lorcan mac Cennedie, có nghĩa là Brian- con trai của Lorcan- con trai của Cennedie. Vẫn chưa đến thời kỳ mà cháu chắt của tên O'Brien được sử dụng như là họ, để biểu thị nguồn gốc từ tổ tiên nổi tiếng. Có một khoảng thời gian khoảng 200 năm nó được viết như là O', nhưng trong những năm gần đây dấu nháy đơn đang bị bỏ dần đi, làm cho nó phù hợp với cách viết thời trung cổ.
- Uí: Nguyên thủy không được sử dụng như là một phần của họ nhưng để biểu thị các thành viên có quan hệ của một triều đại hay king-group, tất cả đều là hậu duệ của một người nào đó, ví dụ Uí Neill, Uí Censellagh. Ngày nay đôi khi nó được sử dụng thay thế cho O. Phát âm giống như (U)i.
- Ní: Có nguồn gốc từ Tiếng Ireland để chỉ con gái - íníon, và được biến thành Ní. Phát âm giống như ni.
- Bean: Vợ. Phát âm giống như bân.

### Tây Ban Nha và các khu vực dùng tiếng Tây Ban Nha
Trong thời trung cổ, hệ thống lấy tên cha tương tự như hệ thống sử dụng ở Iceland. Ví dụ, Álvaro - con trai của Rodrigo - có tên gọi là Álvaro Rodríguez. Con trai của ông ta - Juan - không phải là Juan Rodríguez, mà là Juan Álvarez. Theo thời gian rất nhiều tên gọi theo kiểu này trở thành họ và chúng là những họ phổ biến trong thế giới dùng tiếng Tây Ban Nha. Các nguồn khác của các họ là các đặc trưng hay thói quen cá nhân, nghề nghiệp, khu vực địa lý hay đặc trưng dân tộc: Delgado (mỏng), Moreno (sẫm); Molina (chủ cối xay), Guerrero (chiến binh); Alemán (Đức).
Tại Tây Ban Nha và một số quốc gia chịu ảnh hưởng của nền văn hóa này (các cựu thuộc địa của Tây Ban Nha), mỗi người có 2 họ (mặc dù trong một số hoàn cảnh chỉ có họ đầu tiên được dùng): họ thứ nhất là họ thứ nhất của người cha, họ thứ hai là họ thứ nhất của người mẹ. Phụ thuộc vào từng quốc gia, các họ này có thể (hoặc không) nối với nhau bằng chữ cái "y" (và) hay "de" (của). Tuy vậy, hiện nay nhiều người ở các nước Nam Mỹ chấp nhận cách đặt tên-họ theo kiểu Anh, vì thế họ có hai tên và một họ duy nhất.
Ngày nay ở Tây Ban Nha, phụ nữ khi lấy chồng vẫn giữ nguyên vẹn 2 họ của mình. Trong một số tình huống người phụ nữ đó có thể được gọi đầy đủ như sau: tên + họ cha đẻ + họ cha chồng (thông thường được liên kết bằng chữ "de"). Ví dụ, Ana García Díaz, khi lấy Juan Guerrero Macías, có thể gọi là Ana García de Guerrero, nhưng tập quán này (có từ thời trung cổ), đang bị suy tàn, và nó không có giá trị pháp lý. Các cặp vợ chồng có thể tự lựa chọn trật tự cho họ của con cái của mình: chúng hoặc giữ cách đặt họ truyền thống, như đã nói trong ví dụ (Guerrero García) là cách phần lớn mọi người đều theo, hay theo trật tự ngược lại (García Guerrero). Quyết định này phải duy trì cho tất cả mọi người con của cặp vợ chồng đó.

### Bồ Đào Nha và Brasil
Cách đặt họ của người Bồ Đào Nha ngược lại với cách đặt của người Tây Ban Nha. Mỗi người có ít nhất 2 họ: họ đầu tiên là họ thứ hai của mẹ; họ thứ hai là họ thứ hai của cha. Tên gọi đầy đủ của mỗi người có thể có nhiều nhất là 6 (2 tên và 4 họ - có thể có 2 họ từ cha và 2 họ từ mẹ). Tại Brasil quy tắc là tương tự, ngoại trừ duy nhất là hiện nay rất phổ biến đối với mỗi người là chỉ có một họ: họ thứ hai của cha. Trong thời trung cổ truyền thống đặt theo tên cha là rất phổ biến – các họ tương tự như Gonçalves (con trai của Gonçalo), Fernandes (con trai của Fernando), Nunes (con trai của Nuno) v.v ngày nay được sử dụng như là họ thông thường.

### Iceland
Tại Iceland, phần lớn người dân không có họ; phần tên gọi cuối cùng trong tên gọi đầy đủ của một người được đặt theo tên người cha của người đó. Ví dụ, ông Karl có con gái tên là Anna và con trai tên là Magnús, thì tên gọi đầy đủ của hai người này sẽ là Anna Karlsdóttir ("con gái của Karl") và Magnús Karlsson ("con trai của Karl").

### Khu vực Scandinavia
Tại khu vực Scandinavia các họ thông thường (nhưng không nhất thiết phải có) có nguồn gốc từ tên của cha. Ví dụ: họ của người Thụy Điển Karlsson (lưu ý là có 2 chữ s), có nghĩa là "con trai của Karl" nhưng ngày nay Karlsson là một họ và cha của người mang họ này không nhất thiết phải có tên là Karl. Ở Đan Mạch và Na Uy các họ kết thúc với cụm từ -sen là phổ biến. Ví dụ: Karlsen có nghĩa là "con trai của Karl". Các họ này ngày nay tương tự như các họ khác ở nhiều quốc gia phương Tây khác.
Trước thế kỷ XIX đã tồn tại một hệ thống đặt tên-họ ở Scandinavia giống như ở Iceland ngày nay. Tuy nhiên, các gia đình quý tộc, về nguyên tắc đã chấp nhận họ, có thể được nói đến như là tổ tiên thực sự hay được coi là như thế (ví dụ Earl Birger Magnusson Folkunge) hay là phù hiệu của gia đình (ví dụ vua Gustav Eriksson Vasa). Trong nhiều tên gọi của các dòng họ quý tộc còn tồn tại, chẳng hạn Cederqvist ("cành tuyết tùng") hay Stiernhielm ("mũ ngôi sao"), việc diễn giải theo kiểu ngày xưa đã lỗi thời, nhưng tên gọi thì không thay đổi.
Sau này, những người dân từ tầng lớp trung lưu của Scandinavia, chủ yếu là thợ thủ công và dân thành thị, đã lấy họ tương tự như của tầng lớp quý tộc. Các họ của người Thụy Điển như là Bergman, Holmberg, Lindgren, Sandström và Åkerlund là rất hay gặp và phổ biến tới ngày nay. Điều tương tự cũng đúng với người Na Uy hay Đan Mạch.
Các họ như thế thông thường chỉ tới nơi cư ngụ của gia đình. Vì lý do này, Đan Mạch có tỷ lệ cao các tên gọi các họ được biến hóa từ các trang trại, được kèm theo bằng hậu tố -gaard – cách phát âm hiện đại là gård, nhưng ở Thụy Điển, cách phát âm thời cổ vẫn còn trong tên gọi của các họ. Ví dụ nổi tiếng nhất của loại tên gọi họ như vậy có lẽ là Kierkegaard (nghĩa nguyên thủy là: trang trại cạnh nhà thờ, cùng với kierke, thực tế bao gồm cả hai kiểu phát âm thượng cổ), nhưng nhiều họ khác cũng có thể minh họa cho điều này. Cần phải nói thêm rằng, cho dù các họ là có nguồn gốc từ nguyên quán của chủ sở hữu, quyền sở hữu họ như thế không phải là chỉ thị của mối quan hệ họ hàng với những người khác cũng mang họ đó.

### Các vùng dùng tiếng Hà Lan
Rất nhiều họ của người Hà Lan và người Vlaanderen cùng bắt đầu với tiền tố như "van" (từ, của), "de" (tương tự mạo từ "the" tiếng Anh chỉ cái, con, người), "der" (của...), "van de" (từ cái...), "in het" (trong cái...). Ví dụ: "de Groot" (người vĩ đại), "van Rijn" (từ sông Rhine). Các tiền tố này thông thường không viết hoa. Đây có quy tắc chính tả mà xui khiến khi nào nên hay không nên viết hoa. Ở nước Bỉ bình thường người ta dùng chính tả của giấy chứng minh, không kể đến quy tắc này. Trong các danh mục tên-họ thì các tiền tố này bị bỏ đi để phân loại.

### Nga, Ukraina, Belarus và các nước cộng hòa Xô viết cũ
Tại Nga, phần đuôi của họ phụ thuộc theo giới tính của người mang họ. Ví dụ, vợ của Ivanov có họ là Ivanova. Tương tự như vậy cho các đuôi:
- "-ov" → "-ova" (nam: Fradkov, nữ: Fradkova);
- "-ev" → "-eva" (nam: Lebedev, nữ: Lebedeva);
- "-in" → "-ina" (nam: Putin, nữ: Putina)
- "-ưi" → "-aya", "-oya", "-eya", "-iaya" (nam: Белый Belưi, nữ: Белая Belaya)

Nó là đặc trưng cho gần như tất cả những người sử dụng các ngôn ngữ Kiril.
Tên gọi đầy đủ của người Nga, nói chung, gồm tên, họ và phụ danh (một dạng thức có biến đổi của tên người cha). Ví dụ, trong tên gọi "Aleksei Ivanovich Chekhov", "Chekhov" là họ và "Ivanovich" là phụ danh; ta có thể suy ra cha của ông Aleksei này có tên là "Ivan". Điều tương tự cũng đúng đối với Ukraina, Belarus và các nước cộng hòa Xô viết cũ.
Trong giấy tờ tùy thân, hộ tịch, danh sách biên chế... tên người Nga viết theo thứ tự họ – tên – phụ danh, ví dụ Chekhov Aleksei Ivanovich; nhưng trong sách báo thì viết tên – phụ danh – họ, ví dụ Aleksei Ivanovich Chekhov. Khi xưng hô thì người ngang hàng hoặc người dưới gọi người trên bằng tên – phụ danh (ví dụ Aleksei Ivanovich, Tatyana Ivanovna). Trẻ em, bạn bè, hoặc người trên gọi người dưới bằng tên (Aleksei, Tatyana), nhưng thường là bằng tên thân mật (ví dụ Aleksei thì gọi là Aliosha, Tatyana thì gọi là Tanya).
Phụ danh cũng thay đổi theo giới nên khác nhau đối với con trai và con gái của một người. Ví dụ trong tên con trai (của ông Ivan) sẽ là Ivanovich, còn con gái của ông ta là Ivanovna.
Tại Nga, ngoài các thể loại họ như của người Anh, còn có một thể loại lớn về họ khác: các họ có liên quan tới tôn giáo. Các họ này dựa theo tên gọi của nhà thờ (ví dụ Uspensky, Kazansky), hay biệt ngữ của các sinh viên trong các tu viện hoặc thậm chí là các từ trong tiếng Latinh và tiếng Hy Lạp (ví dụ Gilyarov, có nguồn gốc từ tiếng Latinh hilarius).

### Ba Lan
Ở Ba Lan và phần lớn các khu vực trước đây thuộc Liên bang Ba Lan-Litva, cách đặt tên gọi cho họ đã xuất hiện từ thời trung cổ. Nguyên thủy, nó được sử dụng để phân biệt sự khác nhau trong tên gọi chung của những người dân trong cùng một khu vực mà lại trùng tên. Tập quán này cũng giống với việc đặt họ ở Anh: nguyên thủy tên gọi của họ là các danh từ đơn giản để biểu thị nghề nghiệp (như Karczmarz - người mở quán trọ, Kowal - thợ rèn, Bednarczyk - người đóng thùng trẻ tuổi), hay hậu duệ (tên gọi theo cha đẻ như Szczepaniak - con trai của Szczepan, Józefski - con trai của Józef hay Kaźmirkiewicz - con trai của Kazimierz) hoặc các điểm đặc trưng (Nowak - người mới, Biały - người ốm yếu, Mazur người đến từ Masovia hoặc Wielgus - người to lớn).
Từ đầu thế kỷ XVI các tên gọi theo khu vực địa lý bắt đầu xuất hiện trong các họ và trở thành phổ biến, đặc biệt là trong tầng lớp quý tộc (szlachta). Nguyên thủy các họ có dạng như Jan z Kolna (có nghĩa là John của Kolno), sau đó các họ đổi dần sang dạng tính từ (Jakub Wiślicki - James của Wisła, Zbigniew Oleśnicki - Zbigniew của Oleśnica) với các hậu tố -ski, -cki và -dzki. Tên gọi của họ hình thành theo cách này về mặt ngữ pháp là các tính từ, và vì thế - giống như mọi tính từ trong tiếng Ba Lan – chúng biến đổi theo giới tính. Vì thế ta có ông Jan Kowalski và cô Maria Kowalska là anh em (và Kowalscy trong dạng số nhiều).
Vì các họ với hậu tố -ski/cki/dzki gắn liền với các nguồn gốc quý tộc, nhiều người dân từ các tầng lớp dưới dần dà cũng thay đổi họ của mình theo mô hình kể trên. Điều này sinh ra một loạt các Kowalski, Bednarski, Kaczmarski v.v. Ngày nay phần lớn những người nói tiếng Ba Lan không nhất thiết cần biết mối liên hệ giữa kết thúc –ski với nguồn gốc quý tộc, nhưng những họ như vậy dường như "nghe có vẻ hay hơn".
Một nhóm riêng các họ được cấu thành từ tên của các phù hiệu của các gia đình quý tộc. Các tên gọi này được sử dụng như là các họ độc lập hay làm phần đầu tiên của họ kép. Tương tự, sau đại chiến thế giới 1 và đại chiến thế giới 2 rất nhiều thành viên của tổ chức kháng chiến Ba Lan đã lấy bí danh làm phần đầu tiên trong họ của mình. Theo cách thức này mà Edward Rydz sau này trở thành nguyên soái Ba Lan Edward Śmigły-Rydz và Jan Nowak trở thành Jan Nowak-Jeziorański.

### Romania
Tại România, các họ thông thường có cách sử dụng giống như của người Anh: Trẻ em thừa hưởng họ của cha đẻ và vợ lấy họ của chồng. Tuy nhiên, tồn tại những ngoại lệ và áp lực xã hội không quá mạnh để người ta phải tuân theo truyền thống này.
Nguyên từ học trong tên gọi của người Romania là hỗn tạp. Đôi khi, họ biểu thị một số đặc điểm nghề nghiệp của tổ tiên (ví dụ: Butnaru có nghĩa là "người làm thùng"), đôi khi là theo tên của cha hay mẹ - đáng chú ý là có những họ phổ biến có nguồn gốc từ tên của người mẹ, (ví dụ: Amarandei có nghĩa là "con trai hay con gái của [S]maranda").
Cũng cần lưu ý là tên/họ của người Romania không có sự phân biệt rõ ràng. Trong khi các phương tiện thông tin đại chúng nói chung sắp xếp tên-họ theo trật tự tên trước họ sau thì trong các văn bản chính thức nó được sắp xếp theo trật tự ngược lại. Người Romania thông thường tự giới thiệu theo họ.

### Hungary
Xem phần Trung Quốc dưới đây.

## Châu Á

### Trung Quốc, Nhật Bản, Triều Tiên, Việt Nam
Các bài chính: Họ người Trung Quốc, Họ tên người Triều Tiên, Họ tên người Nhật Bản và Họ người Việt Nam

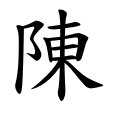
Họ Trần bằng chữ Hán

Tại nền văn hóa Đông Á của người Trung Quốc, Nhật Bản, Triều Tiên, Việt Nam thì họ được đặt trước tên. Vì thế các thuật ngữ trong tiếng Anh như first name và last name dùng để chỉ tên, họ có khả năng gây nhầm lẫn và cần phải tránh, vì trong trường hợp này chúng không phân định đúng tên và họ một cách tương ứng.
Một số người Trung Quốc thêm tên gọi theo kiểu tiếng Anh vào trước tên gọi hoàn chỉnh Trung Quốc của họ, ví dụ Martin LEE Chu-ming. Ngoài ra, nhiều người Mỹ gốc Trung Quốc viết họ-tên theo kiểu Anh, nó được sử dụng thường xuyên và tên Trung Quốc được sử dụng như tên đệm, ví dụ Martin Chu-ming LEE. Những người Trung Quốc sống tại Mỹ tự động sắp xếp lại tên, họ của mình khi viết bằng tiếng Anh để tránh hiểu nhầm. Tuy nhiên, không có người nào ở Trung Quốc lại sắp xếp lại cụm từ Mao Zedong (Mao Trạch Đông) thành Zedong MAO theo kiểu viết trong tiếng Anh.
Tên gọi của người Triều Tiên được sắp xếp theo trật tự Đông Á (họ trước tên sau) ngay cả khi viết trong tiếng Anh. Tên gọi của người Nhật Bản trong tiếng Anh trước đây thường theo kiểu phương Tây (tên trước, họ sau) do thói quen đảo họ tên của văn phong hành chính phương Tây, trong khi tên gọi của những nhân vật lịch sử trước đây thì vẫn viết theo kiểu Đông Á. Tuy nhiên từ năm 2020, Chính phủ Nhật Bản yêu cầu phải sử dụng cách sắp xếp tên người Nhật Bản theo thứ tự họ trước tên sau của truyền thống Á Đông trong các văn bản chính thức được dịch ra tiếng Anh và các ngôn ngữ khác sử dụng chữ Latin (bao gồm cả tiếng Việt), như "Shinzo Abe" sẽ phải Viết lại là "Abe Shinzo" (họ "Abe", tên "Shinzo") trong mọi ngôn ngữ, là một cách bảo vệ truyền thống tên người Nhật Bản không bị tây hóa. Tên của người Việt Nam trong tiếng Anh thì lại chưa có sự nhất quán và chính xác về thứ tự và xác định phần họ với phần tên, khi có người được viết "họ trước tên sau" nhưng vẫn có người bị viết "tên trước họ sau", và còn bị nhầm phần tên giữa sang phần họ. Tại Olympic và Asiad, tên vận động viên Trung Quốc, Đài Loan, Hồng Kông, Hàn Quốc luôn được hiển thị trên sóng toàn cầu ở bảng tên, bảng điểm (với phần họ viết hoa và in to hơn phần tên) đều theo thứ tự Á Đông "họ trước tên sau" (như MA Long, TAI Tzu-Ying, LEE Kangin), tên vận động viên Nhật Bản cũng sẽ theo thứ tự "họ trước tên sau" tại các kỳ Olympic và Asiad từ Olympic Tokyo 2020 (như OSAKA Naomi), còn tên vận động viên Việt Nam thì lại bị đảo ngược "tên trước họ sau" (như tại Olympic Rio 2016, tên của vận động viên Hoàng Xuân Vinh thay vì viết theo thứ tự đúng là "HOANG Xuan Vinh" thì bị viết ngược là "Xuan Vinh HOANG"; tên vận động viên Nguyễn Thị Ánh Viên còn tệ hơn khi cô bị nhầm phần họ và phần tên, thay vì chính xác phải là "NGUYEN Thi Anh Vien" thì bị viết sai ngược thành "Vien NGUYEN THI ANH", đến Tokyo 2020 thì lại sai nặng hơn thành "Anh Vien NGUYEN THI ANH"), nguyên nhân do những người phụ trách của đoàn Việt Nam quá hời hợt với việc hiển thị đúng họ và tên và kiểu thứ tự họ tên của vận động viên Việt Nam trong tiếng Anh, để cho ban tổ chức Olympic/Asiad tự xử lý mà không hề có yêu cầu nào tới ban tổ chức giữ nguyên "họ trước tên sau" như phía Trung Quốc, Đài Loan, Hàn Quốc, Nhật Bản đã làm.
Tên gọi của người Hungary trong tiếng Hungary là họ trước tên sau, nhưng khi viết trong tiếng Anh thì được viết theo kiểu phương Tây.
Trong cách viết Anh ngữ của các nền văn hóa phi-Anh ngữ (ví dụ báo chí bằng tiếng Anh tại Trung Quốc), họ thông thường được viết bằng chữ hoa để tránh hiểu lầm thành tên đệm: "Martin LEE Chu-ming" (điều này rất phổ biến trên Internet), hoặc bằng chữ hoa cỡ nhỏ (ngoại trừ chữ cái đầu tiên) thành "Martin LEE Chu-ming" (điều này phổ biến trong sách vở) hay AKUTAGAWA, Ryunosuke để làm rõ cái nào là họ (thông thường được viết trong các phương tiện thông tin đại chúng về các sự kiện quốc tế như Thế vận hội). The CIA World Factbook Lưu trữ ngày 8 tháng 12 năm 2005 tại Wayback Machine thông báo rằng "The Factbook viết chữ hoa họ của các cá nhân để thuận tiện cho người sử dụng, nhất là đối với những người có thể gặp vấn đề do sự khác biệt văn hóa hay tập quán trong cách gọi". Ngược lại, phiên bản tiếng Anh của Wikipedia tuân theo hướng dẫn chặt chẽ về việc không viết hoa toàn bộ các chữ cái của họ (Wikipedia Quốc tế ngữ thì thường viết hoa toàn bộ chữ cái của họ không phụ thuộc vào gốc gác của người đó.) Kết quả là các tên gọi phi-Anh ngữ xuất hiện trong các bài của Wikipedia là tối nghĩa đối với những người không có chuyên môn. Ví dụ, Leslie Cheung Kwok Wing có thể bị người đọc (không biết các tập quán viết tên-họ của người Trung Quốc) nhầm thành Mr. Wing.

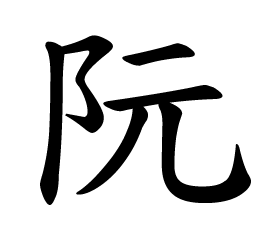
Họ Nguyễn (阮) bằng chữ Hán

Các họ của người Việt thì giống như họ của người Trung Quốc, chúng được đặt ở đầu trong tên gọi hoàn chỉnh, nhưng trong giao tiếp thì không giống như cách gọi của người Trung Quốc, thông thường chúng không được nhắc tới. Nói chung, người ta gọi nhau theo tên, thông thường kèm theo các từ để chỉ địa vị, vai vế cho phù hợp. Ví dụ, Phan Văn Khải - thông thường người Việt thì gọi là bác (anh, chú, ông, cụ v.v - tùy theo tuổi tác, quan hệ và sự tôn trọng của người đối thoại đối với ông) + Khải, mặc dù "Phan" là họ của ông. Điều này khác với cách xưng hô của phần lớn các tập quán đặt tên-họ và cách gọi của khu vực Đông Á và nó có thể gây nhầm lẫn hay khó hiểu đối với người nước ngoài. Tuy nhiên cách gọi tên đơn này mang cảm giác "cộc lốc" và không sang trọng trong môi trường giao tiếp lớn (cuộc họp lớn, hội nghị), vì vậy cách xưng đầy đủ họ tên như "ông Phan Văn Khải" hay được sử dụng nhiều hơn. Tiếng Anh thường dùng là "Mr. Phan Van Khai" thay vì "Mr. Phan" hoặc "Mr. Khai". Ngày nay, con cái lấy theo họ của người bố, tuy nhiên có một số người được đặt họ kép từ họ của cha + mẹ, ví dụ: Lê Đỗ Vân Anh trong đó Lê là họ của cha, còn Đỗ là họ của mẹ. Tuy nhiên, theo luật định thì họ chính thức vẫn là họ của người cha; còn họ ghép không truyền cho đời sau. Ở Việt Nam có rất nhiều nhà thờ họ. Người ta có thể thờ tổ tiên dòng họ mình theo họ chính như: họ Phạm, họ Nguyễn, họ Lê v.v...hoặc có thể thờ theo nhánh của họ+đệm như: họ Lê Gia, họ Tưởng Công, họ Phan Huy v.v...
Tại Nhật Bản, theo luật pháp thì phụ nữ sẽ bỏ họ của mình sau khi kết hôn và sử dụng họ của chồng mình. Tuy nhiên, đôi khi tập tục người đàn ông lấy họ của vợ làm họ cho mình vẫn còn tồn tại nếu như người vợ là con gái độc nhất. Truyền thống tương tự như vậy, gọi là nhập chuế (入贅, ru zhui) là phổ biến ở Trung Quốc nếu gia đình vợ giàu có và không có con trai nhưng muốn rằng người thừa kế tài sản của họ phải được truyền lại theo cùng một dòng họ. Tất cả con cháu sau này cũng mang họ mẹ. Thông thường chú rể hay gia đình người này không đồng ý với sự dàn xếp như thế, nếu như chú rể là con trai trưởng hoặc là người có trách nhiệm gánh vác công việc của dòng họ mình. Trong những trường hợp như thế, một giải pháp trung hòa có thể được đưa ra, trong đó đứa con trai đầu tiên của cặp vợ chồng sẽ mang họ mẹ trong khi tất cả những đứa con khác mang họ cha. Truyền thống này vẫn còn được áp dụng ở nhiều cộng đồng người Hoa ngoài Trung Hoa lục địa. Ở Trung Quốc, sau năm 1949, truyền thống này không cần thiết, do đa phần người dân không có tài sản riêng đáng kể để trao thừa kế. Sau cải tổ kinh tế Trung Quốc, người ta không chắc chắn là truyền thống này có trở lại nữa hay không.
Tại Hồng Kông, Trung Quốc đại lục, Triều Tiên, Việt Nam và Đài Loan, phụ nữ vẫn giữ nguyên họ của mình, trong khi toàn bộ gia đình được nhắc tới như là gia đình của người chồng (nói chung là nhắc tới theo họ, trừ Việt Nam là theo tên của người chồng hoặc theo tên của con trai trưởng) (dù vậy vẫn có trường hợp hai vợ chồng cùng họ do đã gặp nhau trước khi kết hôn, điển hình là hoa hậu Đỗ Mỹ Linh kết hôn với chủ tịch CLB Hà Nội Đỗ Vinh Quang).
Tại Hồng Kông, một số phụ nữ có thể được công chúng biết tới theo họ của chồng trước họ của người đó, chẳng hạn Anson Chan Fang On Sang. Anson là tên tiếng Anh, On Sang là tên tiếng Trung, Chan là họ của chồng Anson, và Fang là họ của cô. Việc thay đổi tên họ trong các hồ sơ pháp lý là điều không cần thiết.
Tại Ma Cao (Macau), một số người có tên họ theo kiểu Bồ Đào Nha với kiểu viết tiếng Bồ Đào Nha, chẳng hạn như Carlos do Rosario Tchiang Lưu trữ ngày 2 tháng 7 năm 2007 tại Wayback Machine.
Những phụ nữ gốc Hoa ở Canada, đặc biệt là phụ nữ Hồng Kông ở Toronto, thông thường viết họ thời con gái trước họ chồng khi viết bằng tiếng Anh, ví dụ Rosa Chan Leung, trong đó Chan là họ thời con gái, và Leung là họ của chồng.

### Ấn Độ và Indonesia
Các bài chính: Họ tên của người Ấn Độ, Họ tên của người Indonesia.
Tập quán đặt họ theo tên của cha tồn tại ở một số vùng của Ấn Độ và Indonesia. Tuy nhiên, nhiều người Ấn (từ Ấn Độ) sống ở các quốc gia hay khu vực nói tiếng Anh đã bỏ truyền thống này vì rất nhiều người nói tiếng Anh thấy khó hiểu tập quán này; vì thế nhiều ông bố gốc Ấn theo tập quán của người nói tiếng Anh để truyền lại cho con cái họ chứ không phải tên của mình.
Vì lý do tôn giáo, những người đàn ông Sikh thông thường có họ là Singh (nghĩa là "sư tử"), và phụ nữ người Sikh thông thường có họ là Kaur ("công chúa").

### Philippines
Cho đến giữa thế kỷ XIX, đã không tồn tại tiêu chuẩn về họ của người Philippines. Ở đây có những người gốc Philippines không có họ, hay những người có họ nhưng không trùng với gia đình họ cũng như những người có họ nào đó đơn giản là vì họ có những niềm kiêu hãnh nào đó (thông thường là những người làm việc với giáo hội Công giáo Rôma) chẳng hạn như de los Santos và de la Cruz.
Năm 1849, nhà cầm quyền, tướng Narciso Clavería y Zaldúa, đã ban hành một sắc lệnh để chấm dứt tình trạng tự do này. Kết quả của nó là quyển Catálogo Alfabético de Apellidos ("Danh mục họ theo chữ cái"). Quyển sách này chứa rất nhiều từ vay mượn từ tiếng Tây Ban Nha và các ngôn ngữ khác ở Philippines, chẳng hạn như tiếng Tagalog.
Áp dụng thực sự của sắc lệnh này thay đổi tùy theo từng khu vực. Một số khu vực chỉ nhận được một số họ bắt đầu bằng một số chữ cái cụ thể nào đó. Ví dụ, phần lớn người dân trên đảo Banton ở tỉnh Romblon có họ bắt đầu bằng chữ F như Fabicon, Fallarme, Fadrilan, Ferran, v.v. Điều này có nghĩa là mặc dù những người này có họ giống như người Tây Ban Nha nhưng không nhất thiết là họ có tổ tiên là người Tây Ban Nha.
Cũng có những nguồn khác về các tên gọi của họ. Ví dụ trong khu vực đông người theo đạo Hồi ở Philippines, các họ thông thường có nguồn gốc Ả Rập như Hassan hay Haradji.
Nhiều người Philippines mang họ của người Trung Quốc, có thể là do tổ tiên họ di cư từ Trung Quốc tới đây. Ví dụ, họ như Cojuangco - là từ đã được Tây Ban Nha hóa, có thể là của những người di cư từ thế kỷ XVIII trong khi họ như Lim thì là của những người di cư gần đây. Một số họ Trung Quốc như Tiu-Laurel là tổ hợp họ của tổ tiên những người di cư cũng như là tên của các vị tổ tiên này.
Hiện nay còn có những người Philippines, chủ yếu thuộc các tộc người thiểu số, vẫn không có họ.
Phần lớn người Philippines tuân theo quy tắc đặt tên-họ của người Tây Ban Nha. Trẻ em có tên đệm là họ của mẹ, tiếp theo là họ của cha - là họ của chúng; ví dụ, con trai của ông Juan de la Cruz và bà Maria Agbayani có thể là David Agbayani de la Cruz. Phụ nữ lấy họ của chồng sau khi kết hôn; vì thế sau khi lấy David Agbayani de la Cruz thì tên gọi đầy đủ của Laura Yuchengco Macaraeg sẽ là Laura Yuchengco Macaraeg de la Cruz.

### Do Thái
Vài trăm năm trước, người Do Thái không có họ, nhưng họ sử dụng cách ghép tên cha thành tên đạo và tên mẹ thành tên theo mẹ trong các giao tiếp khác nhau. Ví dụ, một cậu bé tên là Joseph có bố là Isaac và mẹ là Rachel được gọi theo Torah (đạo) là Joseph ben Isaac. Cũng cậu bé này trong công việc làm ăn đời thường được gọi là Joseph ben Rachel. Đàn ông thì dùng từ "ben" (con trai) còn đàn bà thì dùng "bat" (con gái) theo tiếng Hebrew.
Khi các quốc gia châu Âu sửa đổi luật pháp và bắt buộc người Do Thái phải có họ "chuẩn", thì người Do Thái đã có một số lựa chọn. Rất nhiều người Do Thái (chủ yếu ở Áo, Phổ và Nga) đã bị bắt ép phải lấy họ theo kiểu Đức. Hoàng đế Joseph II đã ban hành sắc luật năm 1787 trong đó nói rõ tất cả những người Do Thái phải lấy họ kiểu Đức. Các thị trưởng đã lựa chọn họ cho tất cả các gia đình Do Thái. Những họ có liên quan đến kim loại quý và hoa thì phải nộp lệ phí, còn các họ liên quan đến động vật hay kim loại thường thì cấp miễn phí. Rất nhiều người lấy họ theo tiếng Yiddish có nguồn gốc từ nghề nghiệp (ví dụ Goldstein, 'thợ kim hoàn'), từ tên cha (ví dụ Jacobson), hay từ tên gọi của khu vực (ví dụ Berliner, Warszawski hay Pinsker). Chính điều này làm cho họ của người Do Thái rất giống với họ của những người vùng Scandinavia và đặc biệt là giống với họ của người Thụy Điển.
Tại Vương quốc Phổ các hội đồng quân sự đặc biệt được thành lập để chọn họ cho người Do Thái. Nó trở thành phổ biến đến mức những người Do Thái nghèo khổ đã bị ép buộc phải lấy những cái họ thô tục, kỳ quái hay xúc phạm đến nhân phẩm. Theo Ernst Theodor Amadeus Hoffmann, các họ như thế bao gồm:
- Ochsenschwanz – Đuôi bò
- Temperaturwechsel – Khuyết tật nhiệt độ
- Kanalgeruch – Mùi hôi thối cống rãnh
- Singmirwas – Hát cho tao một bài gì đó

Người Do Thái ở Ba Lan có họ sớm hơn. Những người được các gia đình quý tộc Ba Lan (szlachta) chấp nhận thông thường lấy họ của những gia đình này. Những người Do Thái theo đạo Thiên chúa thông thường lấy họ phổ biến của người Ba Lan hoặc lấy theo tháng diễn ra lễ rửa tội của họ (điều này giải thích tại sao nhiều người Frankist có họ Majewski – lấy theo tháng 5 (May) năm 1759).
Những người Do Thái sống ở phương Tây ngày nay có thể có họ-tên như người phương Tây cũng như tên Do Thái, tên gọi Do Thái này chỉ sử dụng trong các nghi thức tôn giáo.

## Châu Phi

### Ethiopia
Ở phần lớn Ethiopia, truyền thống lấy tên cha còn tồn tại. Trẻ em được lấy tên chính xác của người cha làm họ cho chúng.